# 天月神命
天月神命（あめのつきのみたまのみこと）は、『先代旧事本紀』などに現れる神。月読命とは異なる系統の、壱岐での信仰に由来する月神とされる。

## 概要
『先代旧事本紀』「天神本紀」によれば、高御魂命の子で、饒速日命に従って天降った32人のうちの1人とされ、壱岐県主の祖であるとされる。
『日本書紀』顕宗天皇紀では、遣任那使の阿閉事代に「月神」が憑依し、「我が祖先の高皇産霊命は鎔けあっていた天地を想像した功績がある。民地を私に奉れ。私が請うままに献上するならば、福慶があるだろう」と宣託をし、阿閉事代は京に帰って天皇に詳しく申し上げると、山城国葛野郡の歌荒樔田（うたあらすだ）が月神のために与えられ、壱岐県主の祖の押見宿禰が祭祀を行ったという。この話に登場する「月神」は天月神命であると考えられている。「歌荒樔田」は現在、京都市西京区松尾大社の境外摂社の月読神社と考えられる。

## 天月神命を祀る神社
- 月読神社（京都府京都市西京区松室山添町15）
- 月読神社（長崎県壱岐市芦辺町国分東触464） - 式内社の論社ではあるが、延宝年間に橘三喜が当社を「『延喜式神名帳』に記された月読神社である」と比定する以前に本当に月神が祀られていたかは不明であり、むしろ月神を祀る社ではなかったとする見方の方が有力である[3]。
- 箱崎八幡神社（長崎県壱岐市芦辺町箱崎釘の尾触823） - 『延喜式神名帳』に記された月読神社の流れを汲むとされる[3]。